# باشگاه فوتبال توکینگتون مانور
باشگاه فوتبال توکینگتون مانور (به انگلیسی: Tokyngton Manor Football Club) یک باشگاه فوتبال در شهر توکینگتون، کشور انگلستان است که در سال ۱۹۳۸ میلادی تأسیس شده‌است.